# Пуртово (Марий Эл)
Пуртово (мар.   — упразднённая в 2004 году деревня Сернурского района Марий Эл. Входила в состав Казанского сельского поселения. В XXI веке — урочище.

## География
Находилась по реке Пузя, примерно в 800 метрах от западной окраины деревни Казаково и 3 км к югу от центра сельской администрации села Казанское.

## Топоним
Название восходит к фамилии первопоселенца. Распространенная фамилия — Пуртовы.

## История
В 1884—1885 годах в починке Пуртов (Кознов) числилось 8 дворов, 15 ревизских душ, проживали 23 мужчины и 30 женщин. Жители имели 234 десятин земли. Содержали 16 лошадей, 35 коров, 75 голов мелкого скота. В 1926 году насчитывалось 10 дворов.
В 1931 году была организована сельхозартель «Ударник». В 1940 году хозяйство обслуживала Казанская МТС, в нём состояло 18 дворов, проживали 77 человек. Было закреплено 243, 11 га земли. Из сельхозмашин и орудий имелись молотилка, 2 конных привода, 2 жатки, 7 конных плугов, веялка, 7 телег, 11 саней. В 30 — 40 годы председателями работали С. И. Пуртов и М. Г. Новоселов. В 1944 году в колхозе состояло 16 хозяйств.
В годы Великой Отечественной войны на фронт были призваны 14 человек, 5 погибли.
В июле 1950 года колхоз имени Пушкина вошел в состав укрупненного колхоза «Красный Октябрь».
22 июля 2004 года деревня Пуртово исключена из учётных данных.
Административное деление
Деревня до советской власти находилась в составе Марисолинской волости Уржумского уезда Вятской губернии. В 1930 году деревня входила в Казанский сельсовет Сернурского кантона.
В 1960 году деревню Пуртово передали в состав Митринерского сельсовета, в 1967 году — из Митринерского в Казанский сельсовет. В 1966 году селение входило в совхоз «Казанский».

## Население
В 1927 году в 9 хозяйствах проживали 55 человек, в 1930 году — 57 человек, русские. В 1946 году в 20 хозяйствах проживали 107 человек. В 1975 году в 12 хозяйствах проживали 34 жителя, в 1988 году в 3 домах — 17 человек. В 1996 году в деревне оставался 1 дом, в котором проживали 5 человек.

## Инфраструктура
Было развито сельское хозяйство, коллективное и личное.